# Jaskinia Lodowa w Ciemniaku

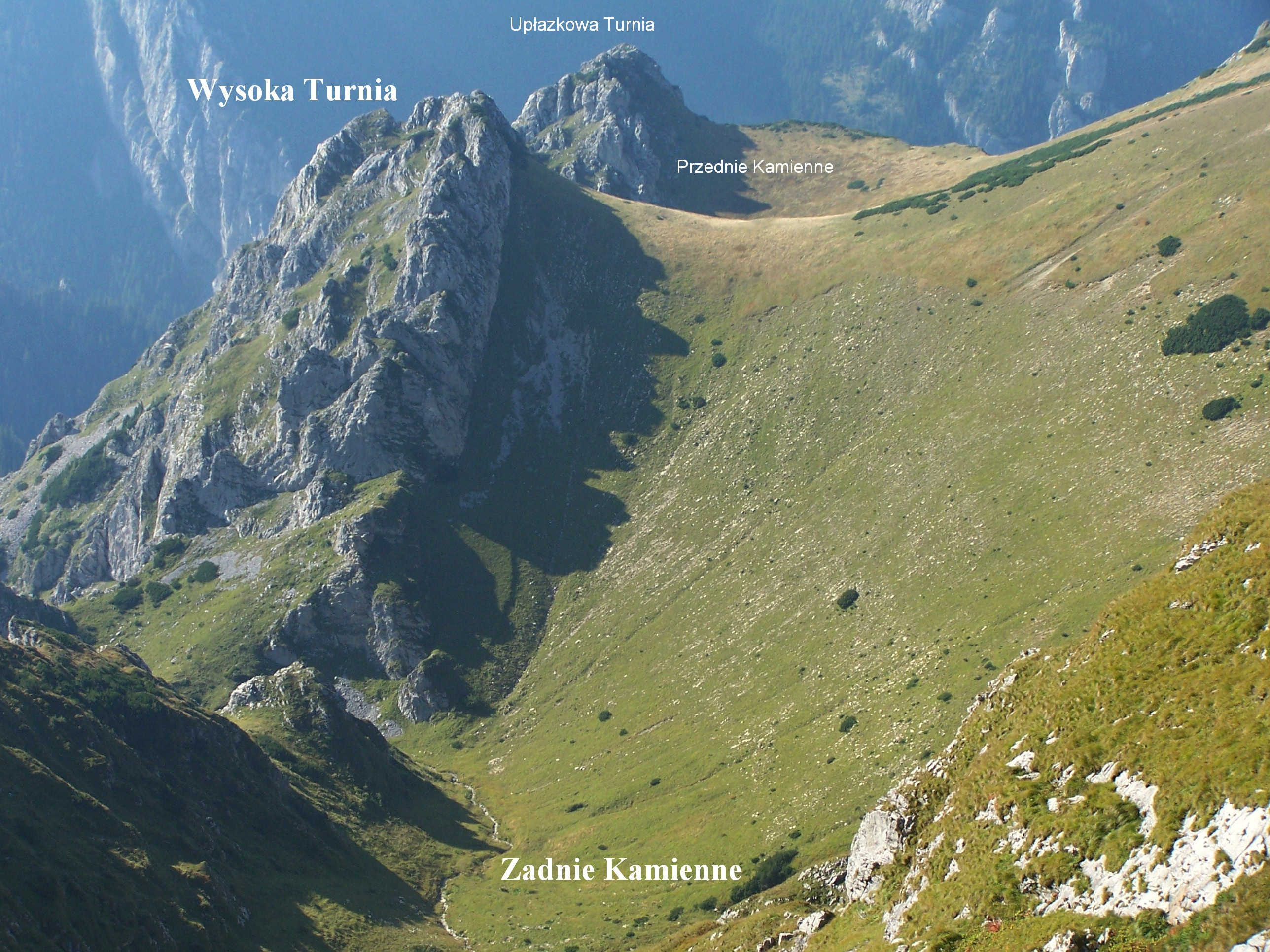
Kocioł Zadnie Kamienne

Jaskinia Lodowa w Ciemniaku (Dziura Lodowa, Grota Lodowa, Grota Lodowa w Czerwonych Wierchach, Grota Lodowa w Kamiennem, Lodowa jaskinia pod Czerwonym Wierchem, Lodowa w Kamiennem pod Ciemniakiem) – jedna z większych jaskiń lodowych w Polsce, położona w masywie Ciemniaka. Wejście do niej znajduje się w górnej części Wąwozu Kraków, w kotle Zadnie Kamienne, na wysokości 1695 (1715) m n.p.m. Długość jaskini wynosi 390 metrów (w tym 30 metrów szacowanych), a jej deniwelacja 42 metry (w świetle najnowszych pomiarów długość jaskini wynosi 394 m a deniwelacja 44 m)

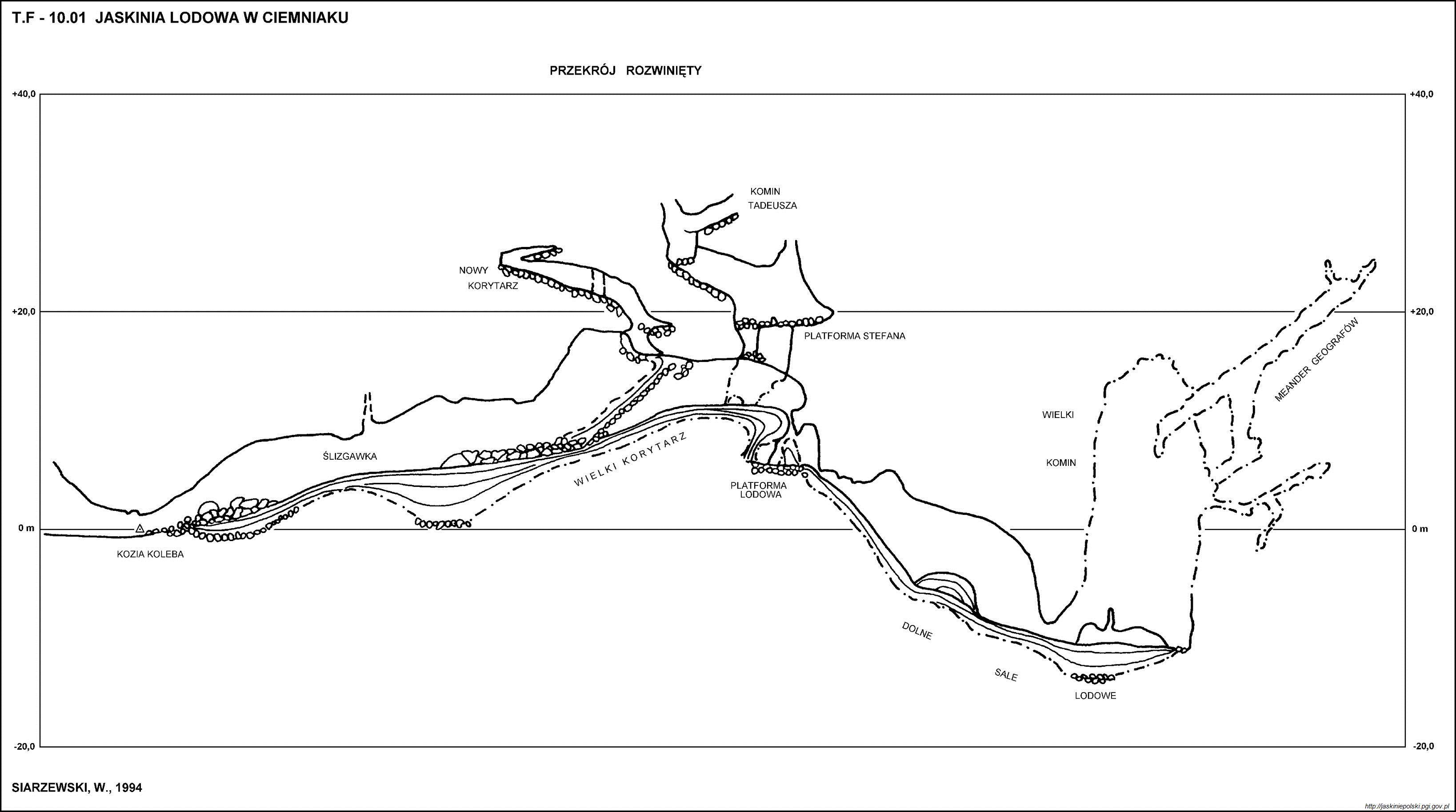
Przekrój jaskini

## Opis jaskini
Wejście do jaskini stanowi wysoki na 1,7 m otwór o trójkątnym kształcie (jest on widoczny dopiero z bliska, co powodowało problemy z jego odnalezieniem przez pierwszych turystów i grotołazów), prowadzący do Koziej Koleby. Już po kilkunastu metrach dno przegradza wysoki na 1,5 do 4 m próg lodowy (wysokość zmienna w ciągu roku). Komora znajdująca się za nim została nazwana Ślizgawką, a grubość lodu w tym miejscu dochodziła do około 5 metrów. Dalszy ciąg jaskini to Wielki Korytarz (od którego we wstępnej części odgałęzia się boczny, pozbawiony lodu i zakończony zawaliskiem Nowy Korytarz), kończący się Kominem Tadeusza. W końcowych partiach tego piętra jaskini, przy niskim stanie zalodzenia otwiera się ciasne przejście do dwóch, niżej położonych Sal Lodowych. Z ostatniej wznosi się Wielki Komin. W jego górnej części znajdują się wloty czterech korytarzy: Dziupli, Ssaka, Matecznika oraz Meandra Geografów prowadzącego do niewielkiej Salki Ro-Ro.
Ilość lodu w jaskini na przestrzeni lat spada, natomiast w ciągu roku silnie się waha, osiągając swoje minimum jesienią. Objętość lodu w jaskini w latach 60. wynosiła około 1500 m³. Szacuje się, że od 1922 roku do początku XXI w Jaskini Lodowej w Ciemniaku wieku wytopiło się 2250 m³ lodu. Jaskinia ma mikroklimat chłodny dynamiczny, a procesy prowadzące do powstawania i utrzymywania się w niej lodu są skomplikowane i teorie je wyjaśniające wielokrotnie zmieniały się na przestrzeni lat.

## Historia poznania
Jaskinia była znana od dawna góralom nazywających ją „Lodowcem”. Pierwsza wzmianka pochodzi z 1883 r. od Gotfryda Ossowskiego. Pierwszym znanym turystą, który ją zwiedził, był Jan Gwalbert Pawlikowski (z przewodnikiem Maciejem Sieczką) w roku 1885. W tym okresie w jaskini miał zginąć Hieronim Kiwajłło, dziadek Dionizego Kiwajłły. W 1922 r. otwór jaskini został ponownie odnaleziony przez braci Tadeusza i Stefana Zwolińskich, zbadali oni i opisali jej górne piętro. W październiku 1950 roku odkryto jej dolne komory i częściowo poznano Wielki Komin. Najwyższe partie jaskini odkryli w latach 1990–1991 grotołazi poznańscy.